# 福田純
福田 純（、1923年〈大正12年〉2月17日 - 2000年〈平成12年〉12月3日）は、日本の映画監督、脚本家。満洲出身。日本大学芸術学部卒業。

## 来歴
1923年、中国吉林省長春県（現・長春市）で生を受ける。父が南満洲鉄道に勤務していたため、幼少期を満洲で過ごす。1941年、日本本土へ渡り、松山高等学校へ入学。1943年、日本大学に進学したが、講義にはほとんど出ず、1日の大半を読書と映画鑑賞に費やしていた。在学中、学徒動員に従事。第二次世界大戦中に外地で鑑賞した映画『無法松の一生』に感銘を受け、映画監督を志す。
1946年、東宝へ入社。助監督募集を聞いて試験に参加し、200人が応募する中で合格であった。稲垣浩や本多猪四郎らの助監督を務めながら、映画製作に必要なスタッフや出演者間のスケジュールの調整、予算の管理などのノウハウを得る。東宝争議の際には、地方ロケ中だったために争議には直接巻き込まれず、社の収入を確保するために一緒だったスタッフや俳優と共に、即席の劇団を組んでいる。
1959年、『恐るべき火遊び』で監督に昇進。それ以降、東宝において映画黄金期から斜陽期にかけ、若大将シリーズなどの青春映画、ゴジラシリーズをはじめとする特撮映画、アクション映画、コメディ映画など、多様なジャンルの作品を監督した。1960年代後半からはテレビ業界でも活動し、脚本家としても評価されている。
1977年公開の『惑星大戦争』を最後に東宝との専属契約を解除、翌年に国際放映制作のテレビ映画『西遊記』のメイン監督を務めヒットさせる。その後は映画プロを設立し、「世田谷文化人シリーズ」などのドキュメンタリー映画の製作に余生を費やした。
2000年12月3日、肺癌のため死去。77歳没。

## 人物
福田の人物像について、スタッフやキャストは穏やかで優しい人物であったと評している。助監督を務めた浅田英一は、福田が飲むコーヒーのため湯を沸かしていた際に、やかんの取っ手が外れこぼれた湯で軽いやけどを負ってしまったところ、福田はやかんに対して怒りこれを踏み潰してみせるなど、スタッフ想いの人物であったと述懐している。
一方で、特撮助監督であった川北紘一は打ち合わせ時に眠りそうになったところを脅かされたといい、仕事については厳しい面があったと証言している。脚本家の山浦弘靖も、若いころにプロデューサーへ挨拶する際に名刺を持っておらずを福田に叱られたことを語っている。
軽快な演出を持ち味としており、『ゴジラ・エビラ・モスラ 南海の大決闘』と『怪獣島の決戦 ゴジラの息子』と『ゴジラ対メカゴジラ』ではシリーズで恒例の伊福部昭ではなく佐藤勝に作曲を依頼しているが、「伊福部さんだとどうしても重くなっちゃうんで、佐藤さんにやってもらいました」と評している。ゴジラシリーズなどに出演した佐原健二は、福田の撮影はテンポが良く、演技も俳優に任せていたと証言している。
また、特撮映画では特撮班と綿密に打ち合わせをするタイプではなく、『怪獣島の決戦 ゴジラの息子』で特技監督を担当した有川貞昌には「本多猪四郎監督と比べて画面を合わせるのに苦労した」と評されている。一方、俳優の宝田明は、福田は師事していた岡本喜八と同様にコンテをきっちり決めて演出していたと証言している。福田自身は、脚本だけではイメージが出来ないのでアイデアをイラストにしてもらって話し合う必要があったといい、怪獣についてもエビやクモなど具体的なモチーフがあるものの方がまとまりやすかったと述べている。
『電送人間』で特撮作品の監督に起用されたのは、それまで東宝特撮のほとんどを手掛けてきた本多猪四郎一人ではスケジュールなどの問題が生じやすいためであったといい、プロデューサーの田中友幸からは本多以外のSF路線を育成したいとして白羽の矢を立てられたという。
『ゴジラの息子』については、自身の息子に対する想いが投影されたのかもしれないと述べている。

### 交友関係
俳優の鶴田浩二とは、鶴田が東宝に移籍して初出演した映画『男性No.1』で監督助手として出会って以来縁があり、別の作品で鶴田が出演辞退を申し出た際には福田がこれを取りなし、親交を深めていった。福田が監督昇進した『恐るべき火遊び』では、鶴田が自ら参加を申し出てワンカットだけ出演し、続く『電送人間』では主演を務めた。後者について福田は、プロデューサーの田中友幸が両者の仲を知っていて采配したのではないかと語っている。
宝田明は、同じ満洲育ちであったことから、福田を兄貴分として慕っていたという。
俳優の小泉博は、助監督時代から福田とは気心の知れた仲であったといい、気楽に付き合うことができる間柄であったと述べている。
ゴジラのスーツアクターなどを務めた中島春雄は、福田が助監督を務めていた稲垣作品に多く出演していたため、福田が監督に昇進した後も「助監督が演出をやっている」という印象であったと語っている。

## 主な作品

### 映画
- 恐るべき火遊び（1959年）
- 電送人間（1960年）
- 情無用の罠（1960年）
- 守屋浩の三度笠シリーズ

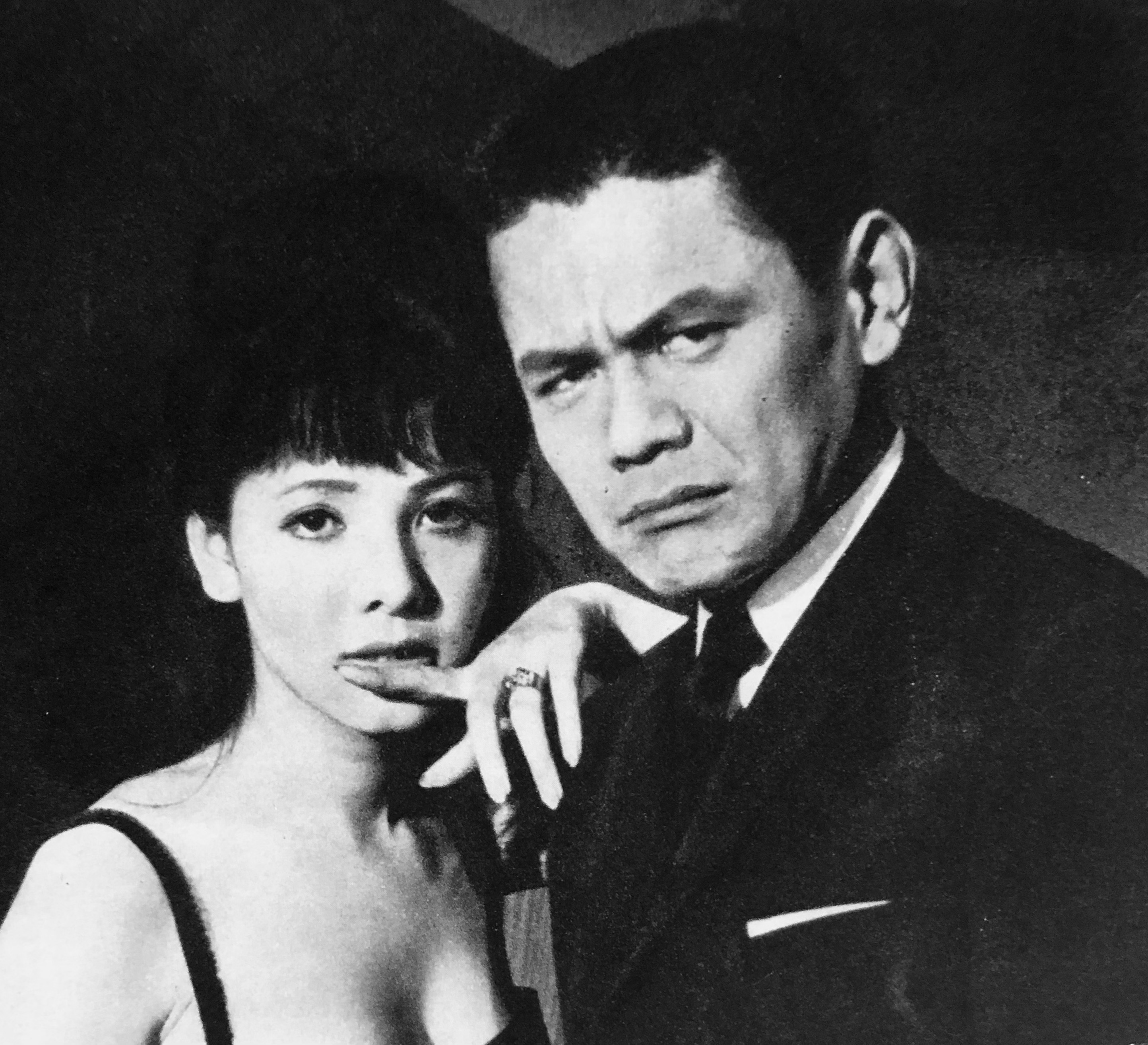
『暗黒街全滅作戦』（1965年）

  - 守屋浩の三度笠シリーズ 泣きとうござんす（1961年）
  - 守屋浩の三度笠シリーズ 有難や三度笠（1961年）
- 暗黒街撃滅命令（1961年）
- 吼えろ脱獄囚（1962年）
- 女性自身（1962年）
- 若大将シリーズ
  - 日本一の若大将（1962年）
  - ハワイの若大将（1963年）
  - フレッシュマン若大将（1969年）
  - ニュージーランドの若大将（1969年）
- 暗黒街の牙（1962年）
- にっぽん実話時代（1963年）
- のら犬作戦（1963年）
- 国際秘密警察 虎の牙（1964年）
- 血とダイヤモンド（1964年）
- 暗黒街全滅作戦（1965年）
- 香港の白い薔薇（1965年）
- 100発100中（1965年）
  - 100発100中 黄金の眼（1968年）
- 怒涛一万浬（1966年）
- ゴジラシリーズ
  - ゴジラ・エビラ・モスラ 南海の大決闘（1966年）[7]
  - 怪獣島の決戦 ゴジラの息子（1967年）[7]
  - 地球攻撃命令 ゴジラ対ガイガン（1972年）[7]
  - ゴジラ対メガロ（1973年[注釈 4]）[7]
  - ゴジラ対メカゴジラ（1974年）[7]
- コント55号 人類の大弱点（1969年）
- コント55号 俺は忍者の孫の孫（1969年）
- 大日本スリ集団（1969年）
- コント55号 宇宙大冒険（1969年）
- 野獣都市（1970年）
- 喜劇 ソレが男の生きる道（1970年）
- 3000キロの罠（1971年）
- 西のペテン師 東のサギ師（1971年）
- 喜劇 だましの仁義（1974年）
- エスパイ（1974年）
- 惑星大戦争（1977年）[7][注釈 5]

#### 未制作作品
- 火焔人間（1974年、未制作[23][24]）
- 透明人間対火焔人間（1975年、未制作[出典 7][注釈 6]）
- ゴジラの復活（1977年、未制作[出典 8][注釈 7]）

### テレビ
- 泣いてたまるか（1967年）監督
- 平四郎危機一発（1967年 - 1968年）脚本、監督
- 怪奇大作戦（1968年 - 1969年）脚本、監督
- オレとシャム猫（1969年）監督
- 流星人間ゾーン（1973年）脚本、監督[7]
- 日本沈没（1974年 - 1975年）監督
- はぐれ刑事（1975年）脚本
- 西遊記、西遊記II（1978年 - 1980年）監督
- 春のかがり火〜箕輪城・戦国の日々〜（1993年）監督

## 著書
- 染谷勝樹と共著 『東宝映画100発100中! 映画監督福田純』（ワイズ出版） ISBN 4898300634